# Хироки Косай
Хироки Косай (на японски: 香西 洋樹) е японски астроном.
Спомага за откриването на 92 астероида между 1976 и 1986 година, от които 91 с партньорството на Кичиро Фурукава. Косай е и един от открилите кометата D/1977 C1 (Skiff-Kosai).
|  | Тази страница частично или изцяло представлява превод на страницата Hiroki Kōsai в Уикипедия на немски. Оригиналният текст, както и този превод, са защитени от Лиценза „Криейтив Комънс – Признание – Споделяне на споделеното“, а за съдържание, създадено преди юни 2009 година – от Лиценза за свободна документация на ГНУ. Прегледайте историята на редакциите на оригиналната страница, както и на преводната страница, за да видите списъка на съавторите. ВАЖНО: Този шаблон се отнася единствено до авторските права върху съдържанието на статията. Добавянето му не отменя изискването да се посочват конкретни източници на твърденията, които да бъдат благонадеждни. |